# Миколаївська сільська рада (Буринський район)
Микола́ївська сільська́ ра́да — колишній орган місцевого самоврядування в Буринському районі Сумської області. Адміністративний центр — село Миколаївка.

## Загальні відомості
- Населення ради: 1 109 осіб (станом на 2001 рік)

## Населені пункти
Сільській раді підпорядковані населені пункти:
- с. Миколаївка
- с. Бошівка

## Склад ради
Рада складалася з 12 депутатів та голови.
- Голова ради: Куштименко Микола Володимирович
- Секретар ради: Михно Олена Миколаївна

### Керівний склад попередніх скликань
| Прізвище, ім'я, по батькові     | Основні відомості                                                                     | Дата обрання | Дата звільнення |
| ------------------------------- | ------------------------------------------------------------------------------------- | ------------ | --------------- |
| Приходько Петро Васильович      | Сільський голова, 1962 року народження                                                | 26.03.2006   | 31.10.2010      |
| Куштименко Микола Володимирович | Сільський голова, 1962 року народження, освіта середня загальна, член Партії регіонів | 31.10.2010   |                 |

Примітка: таблиця складена за даними сайту Верховної Ради України